# Геркулес и арабская ночь
«Геркулес и арабская ночь» (англ. Hercules and the Arabian Night) — мультипликационный кроссовер мультсериалов «Аладдин» и «Геркулес», 44-й эпизод в мультсериале «Геркулес» о похождениях молодого греческого героя Геркулеса. Эпизод вышел в эфир 10 февраля 1999 года с участием персонажей из диснеевской франшизы «Аладдин», включая Аладдина, принцессу Жасмин, Джафара и Абу.

## Сюжет
Пока Аид выполняет свою обычную работу по привлечению новых душ в своё подземное царство мёртвых, Боль и Паника говорят ему, что одна из душ не хочет примкнуть к этому царству. Душа приближается к Аиду, представляется Джафаром, и требует, чтобы её отправили обратно. Сначала Аид безразличен к Джафару, но вскоре они оба находят общий язык: Джафар рассказывает, что он пытался захватить Аграбу, а Аид говорит, что пытается захватить гору Олимп — оба злодея не раз потерпели поражение от «мальчиков-выскочек». Ради шутки они заключают пари, что смогут победить заклятого врага друг друга, и Аид даёт Джафару новый змеиный посох, который превращает последнего в смертного, давая Джафару тело из плоти и крови, пока он остаётся в его владении. Затем Аид приказывает Джафару атаковать Геркулеса, пока тот тренируется с Филоктетом (Филом) на острове.
Фил пытается научить Геркулеса время от времени использовать не только свою силу, но и свою голову. Внезапно появляется Джафар и создаёт монстров (грифона и минотавра), чтобы уничтожить Геркулеса. Сначала Джафар берёт верх, пока Геркулес по своей глупости не берёт дом Фила (голову-статую) и ударяет им же монстров и самого Джафара, которого отбрасывает обратно в подземный мир. Затем Аид решает послать Боль и Панику в Аграбу, чтобы убить Аладдина. Когда миньоны прибывают в арабский город, они сначала принимают обезьянку Абу за Аладдина, но настоящий Аладдин вместе со своей женой принцессой Жасмин прибывает на Ковре. После драки Боль и Паника собираются прикончить Аладдина, но Аладдин убеждает их заглянуть в его лампу (говоря им не смотреть в неё). Боль и Паника открывают лампу, и рука Джинни пробивает их обратно в Грецию в подземный мир.
Аид признаёт, что Аладдин силён, но хочет сначала сосредоточиться на победе над Геркулесом. Тогда Джафар предлагает идею заставить Геркулеса и Аладдина сражаться и убивать друг друга. Аиду нравится эта идея, и он приводит план в действие, похищая Абу из Аграбы и Икара из Академии Прометея путём использования бананов в качестве приманки. Геркулес, ждущий Икара, встречает переодетого Джафара в образе дряхлого старика. Джафар обманывает Геркулеса, говоря, что его «захватил злодей Аладдин». Геркулес злится и убегает на поиски Аладдина. Позже, в Аграбе, Аладдин и Жасмин безуспешно ищут Абу, а Боль и Паника маскируются под Геркулеса и говорят им, что Геркулес похитил Абу.
Когда Геркулес, Филактет и Пегас прибывают в Аграбу, Аладдин, Жасмин и Ковёр встречают их не очень тепло. Геркулес и Аладдин начинают драку, Геркулес бросается вперёд, а Аладдин уклоняется от каждого удара. Аладдин заставляет Геркулеса преследовать его по переулкам Аграбы к старому заброшенному зданию и пробить в стенах достаточно дыр, чтобы большая часть дома обрушилась на Геркулеса. Пока Геркулес держит его, Аладдин спрашивает у него, где находится Абу. Геркулес отвечает, что он не понимает, что Аладдин имеет в виду. Это заставляет Аладдина понять, что их обманули, но, прежде чем они успевают это понять, здание рушится на них обоих. Пока Джафар и Аид считают, что герои уничтожены, Геркулес вытаскивает себя и Аладдина из-под обломков. Они пришли к общему мнению, что их подставили, и что Аид и Джафар держат Икара и Абу в подземном царстве. Аладдин хочет броситься их спасать, но Геркулес предлагает подумать.
В то время как Аид рассказывает Джафару о своих планах господства над Олимпом (и при этом предлагает Джафару титул «Повелителя мёртвых»), Боль и Паника кричат, что Геркулес и Аладдин идут к ним. Джафара отправляют остановить их. Он замораживает Аладдина ледяной глыбой и создаёт гигантского скорпиона, чтобы сразиться с медленным Геркулесом. Однако оказывается, что Геркулес был на самом деле замаскирован под Аладдина, а Аладдин — под Геркулеса. Таким образом, Геркулес и Аладдин, следуя плану Геркулеса, «поменялись» личностями, обманув Джафара и заставив его принять неправильные контрмеры. Потрясённый Джафар не может помешать Аладдину схватить змеиный посох и бросить его Геркулесу, который ломает его пополам. Это действие превращает Джафара обратно в душу и навсегда утягивает его в реку Стикс. Тем временем Икар и Абу сбежали и начинают бить Аида, пока он не угрожает оставить их в подземном царстве навсегда.
Геркулес и Аладдин поздравляют друг друга с победой. Аладдин говорит Геркулесу, что когда-нибудь тот станет великим героем. Затем Аладдин вместе с Жасмин, Абу и Ковром улетает обратно в Аграбу. Икар умоляет Геркулеса, улетающего вместе с ним на Пегасе, купить ему какую-нибудь обезьянку.

## Роли озвучивали
- Тейт Донован — Геркулес
- Скотт Уайнгер — Аладдин
- Джеймс Вудс — Аид
- Джонатан Фриман — Джафар
- Роберт Констанцо — Филоктет
- Бобкэт Голдтуэйт — Боль
- Мэтт Фрюэр — Паника
- Френч Стюарт — Икар
- Линда Ларкин — принцесса Жасмин
- Фрэнк Уэлкер — Абу

## Недочёты
Аладдин и Жасмин поженились к тому времени, когда происходит кроссовер, то есть после событий мультфильма «Аладдин и король разбойников». Действие мультсериала «Геркулес» происходит во время обучения Геркулеса с Филоктетом, что, по-видимому, противоречит ранее вышедшему мультфильму «Геркулес», где Аид не знал, что Геркулес жив, до окончания обучения героя с Филоктетом.
Очевидная проблема связана с тем, что Геркулеса и Аладдина, как минимум, разделяет 1000 лет. История «Геркулеса» существует во время Золотого века или в течение века после битвы при Фермопилах в 480 году до н. э. Действие же «Аладдина» происходит после установления и распространения ислама — где-то между 600 и 700 годами нашей эры. Если не считать мимолётной строчки во время песни, которую Джинн поёт в «Возвращении Джафара», отсылающей к Геркулесу, нет никакого мыслимого способа, с помощью которого мог бы существовать кроссовер.
Однако есть и теория, которая гласит, что действия мультсериалов «Аладдин» и «Геркулес» на самом деле происходят в одно и то же время. Так, в песне A Whole New World из мультфильма «Аладдин» есть Пегас, что привело многих фанатов к выводу, что действие фильма происходит в том же мире, что и действия мультфильма «Геркулес», хотя, вероятно, в разные моменты истории.

## Оценки
Энтони Грамулия из Comic Book Resources считает, что данный кроссовер — «чистый опыт фанфика, ставший реальностью», который «прямо противоречит ожиданиям современной публики» и «остаётся временной капсулой хаотичного анимационного пейзажа 1990-х годов».
Эмили Уиттингем из Screen Rant отмечает, что «Аид и Джафар вместе на экране — это такая радость наблюдать, как их эго сталкивается, и они оба отпускают колкие замечания друг другу, при этом с треском проваливаясь в битве с Геркулесом и Аладдином». Она считает, что «ни один кроссовер не является таким культовым для поклонников Диснея во всём мире, как кроссовер Геркулеса и Аладдина».

## Факты
- Джинни появляется в этом эпизоде однажды — мелькает лишь его рука, и он не произносит слов[4].